# Поцци, Антония
Антония По́цци (итал. Antonia Pozzi, 13 февраля 1912, Милан — 3 декабря 1938, там же) — итальянская поэтесса.

## Биография
Дочь крупного миланского адвоката и графини Лины Каванья Санджулиани, родственница известного поэта-романтика Томмазо Гросси. Писала стихи с детства. Закончила классический лицей имени Мандзони в Милане, где пережила тяжелую любовную историю, повлёкшуюся глубокую депрессию. Училась на филологическом факультете Миланского государственного университета (1930—1935); под руководством философа Антонио Банфи, в кружок которого входила, защитила диплом по творчеству Флобера. В университете подружилась с поэтом Витторио Серени, познакомилась с будущей известной итальянисткой Марией Корти и др. Путешествовала по Европе, чаще всего — на велосипеде. Увлекалась фотографией. Читала на латыни и греческом, владела английским, французским, немецким языками. Пережила ещё несколько любовных разочарований. Покончила с собой, отравившись барбитуровой кислотой. В предсмертной записке говорила о своем смертельном отчаянии. "Практически все, кто пишет о судьбе поэтессы, возлагают на [отца] Роберто Поцци главную вину в ее трагедии: сломал тотальной опекой, разбил любовь; наконец, уже после смерти цензурировал ее письма и стихи…". Похоронена на кладбище у деревни Пастуро, где в семейном доме не раз проводила лето.

## Творчество и признание
Первая книга стихотворений Поцци «Слова» вышла после её смерти, в 1939. Стихи Поцци высоко оценил Эудженио Монтале. Написано несколько её биографий. Издано собрание сочинений поэтессы, включая дневники и письма. В 2009 был снят биографический фильм о ней «Стихи меня хранят» (реж. Марина Спада). Стихи Поцци переведены на несколько языков; на английский её переводил Лоуренс Венути.

## Сводное издание
- Tutte le Opere/ А cura di Alessandra Cenni. Milano: Garzanti, 2009

## Публикации на русском языке
- Слова. Стихотворения: 1929—1938 / Пер. П. Епифанова под ред. О. Дино. — СПб.: Издательство Ивана Лимбаха, 2013. — 312 с., 500 экз., ISBN 978-5-89059-193-7